# پارکرز ستلمنت (ایندیانا)
پارکرز ستلمنت (به انگلیسی: Parkers Settlement) یک منطقهٔ مسکونی در ایالات متحده آمریکا است که در ایندیانا واقع شده‌است. پارکرز ستلمنت ۱۳۴٫۱۱ متر بالاتر از سطح دریا واقع شده‌است.